# Спасо-Нерукотворного Образу собор (Павлоград)
Спасо-Нерукотворного Образу собор — кафедральний собор, головний храм Павлоградського благочиння Дніпропетровська єпархія УПЦ , що розташоване у місті Павлоград Дніпропетровської області. Пам'ятника архітектури місцевого значення з охоронним номером № 175.
Адреса храму: Дніпропетровська область, місто Павлоград, Музейний провулок, 1.

## Історія
Закладку каменю та освячення місця під будівництво Спасо-Нерукотворного Образу храму зробив у 1892 році протоієрей Іоанн Сергієв-Кронштадський.
Собор зведено 1898 році за ініціативою і на кошти Почесного громадянина Павлограда Якова Федоровича Голубицького. Тому Спаський собор містяни називають по імені засновника — церква Голубицького.
Спаський собор був кам'яним й трьохпрестольної: Головний вівтар в пам'ять Нерукотворного Образу Спасителя; правий — Благовіщення Пресвятої Богородиці; лівий — на честь святителя Миколая, Мирлікійського Чудотворця.
До початку 20 століття при храмі діяла бібліотека, що налічувала 307 книжкових томів.
У 1904 році при соборі для дітей були відкриті школи:
- Городищенська церковно — парафіяльна школа,
- Олександрівська церковно — парафіяльна школа.

За радянської влади більшовиків у Павлограді залишався тільки один діючий храм Спасо-Нерукотворного Образу.
За німецько-радянської війни при бомбардуванні міста радянськими ВПС у 1943 році будівля собору дуже постраждала.
У 1960 році собор було закрито й переобладнано на спортзал з добудовою будівлі спортивної школи із західного боку. Будівництву «заважали» поховання засновника храму Якова Глибоцького та його дружини. Надгробки були зруйновані, а останки недбало перепоховали на міському кладовищі.
Спасо-Нерукотворного Образу кафедральний собор було віддано РПЦ у 1991 році.
У 1994 році соборній громаді було передано двоповерховау будівлю у церковному дворі, у якому обладнали приміщення для хрещення, бібліотеки, канцелярії, класів недільної школи, просфорня, трапезній.
Собор було відреставровано у 1995 році. 13 липня 1996 року були освячені відреставровані престоли у південній і північній межах храму, присвячених Благовіщення Пресвятої Богородиці і святителю Миколаю Чудотворцю. .
У 2002 році була закінчена розпис Спасо — Нерукотворного Образу кафедрального собору Павлограда Дніпропетровської області.

## Функціонування храму
З серпня 2005 року щомісяця видається інформаційна російськомовна газета «Вісник Павлоградського благочиння».

У соборі зберігаються частки мощей святих угодників Божих і копія Чудотворної Почаївської ікони Божої Матері. У соборі облаштований куточок пам'яті, де перебуває «Книга Пам'яті» з іменами загиблих шахтарів, учасників ліквідації аварії на Чорнобильській АЕС, воїнів-інтернаціоналістів, а також «Книга Пам'яті» загиблих у німецько-радянській війні.

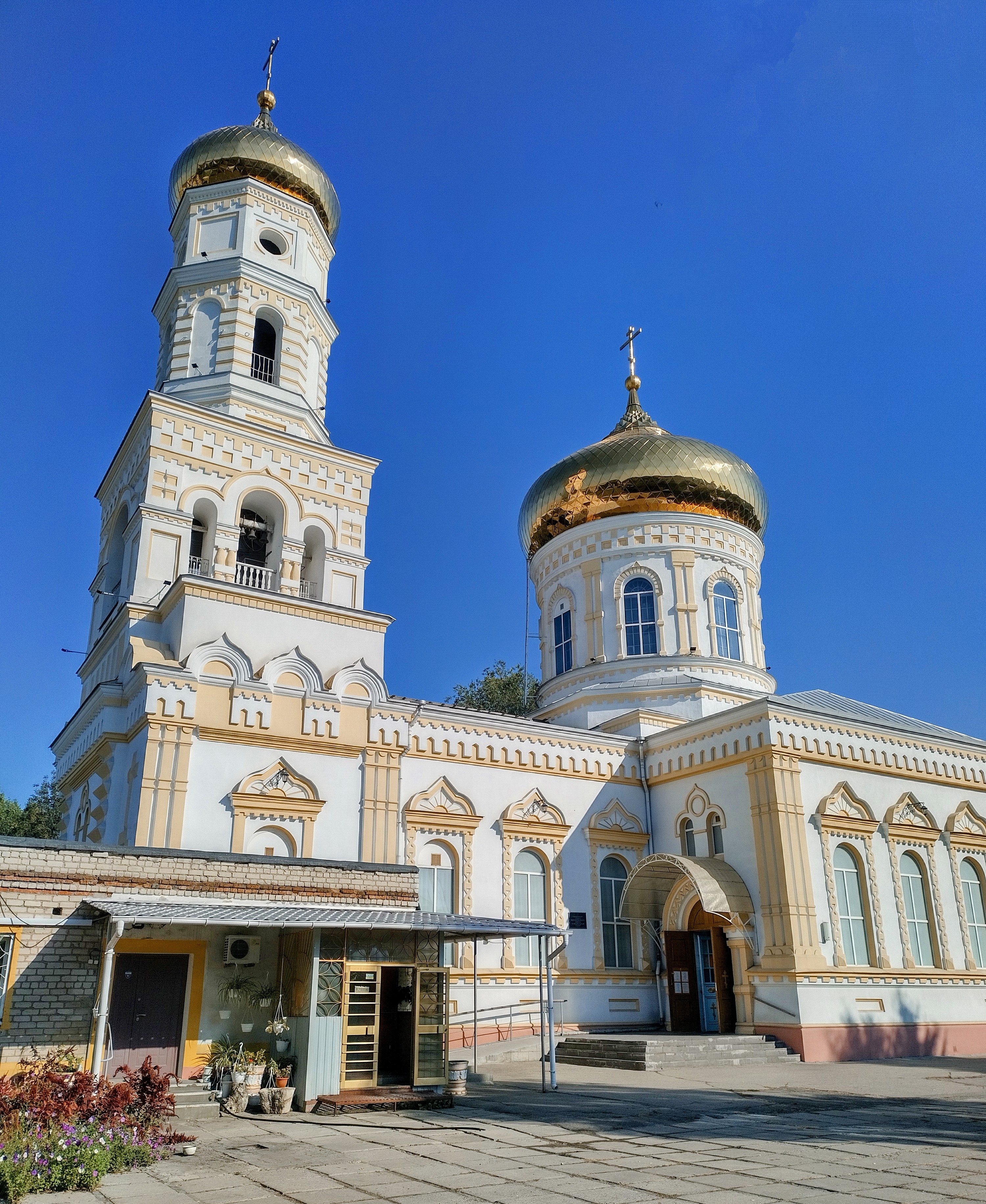
Дзвіниця і головний купол собору